# Rhynchosia minima
Rhynchosia minima är en ärtväxtart som först beskrevs av Carl von Linné, och fick sitt nu gällande namn av Dc. Rhynchosia minima ingår i släktet Rhynchosia och familjen ärtväxter. IUCN kategoriserar arten globalt som livskraftig.

## Underarter
Arten delas in i följande underarter:
- R. m. amaliae
- R. m. australis
- R. m. laxiflora
- R. m. memnonia
- R. m. minima
- R. m. nuda
- R. m. tomentosa

## Bildgalleri

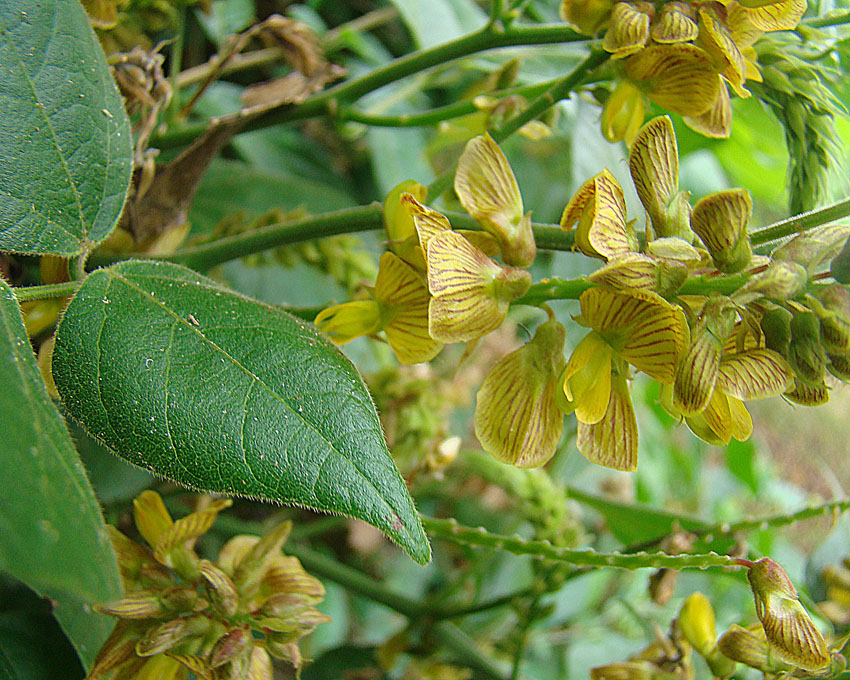